# Autilla del Pino
Autilla del Pino es un municipio y localidad española de la comarca de Tierra de Campos, en la provincia de Palencia, comunidad autónoma de Castilla y León. En 2020 contaba con una población de 215 habitantes y una densidad de 6,22 hab/km².

## Geografía
En su término se encuentra la localidad de Paradilla del Alcor.

## Historia
El nombre de Autilla en su origen venía a significar "el lugar de la pequeña altura". "Del pino" hace referencia a "cerro peñascoso" debido a su situación geográfica.
A finales del siglo XI se nombraba el lugar como "Villa Ota y Villa Otiella" haciendo referencia a villa altilla. Está situada en un páramo a 860 metros de altura, de allí la fama de su Mirador de tierra de campos, debajo del cual se descuelga una hilera de bodegas que hoy en día se han convertido en merenderos y mesones.

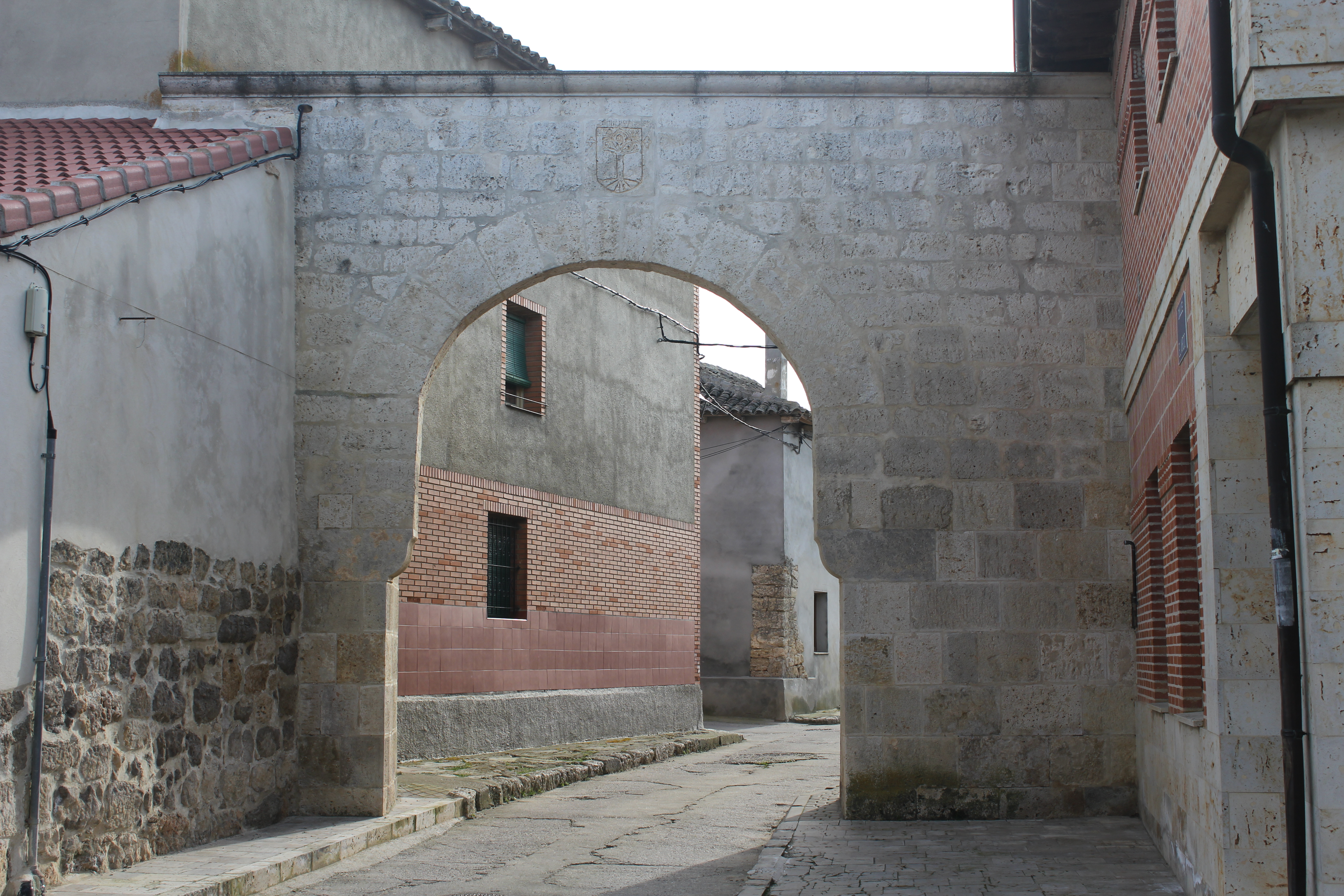
Arco perteneciente a la muralla.

Autilla estuvo amurallada, sin embargo de tal muralla solo se conserva una de sus puertas, conocido actualmente como arco principal.
La iglesia parroquial de Autilla del Pino de estilo herreriano, está dedicada a la Asunción. Data del siglo XVI, aunque tiene resto del siglo XIII. Está construida en piedra y ladrillo. Tiene planta basilical.
También se conserva la ermita dedicada a Nuestra Señora de las Angustias comenzada a construir en el siglo XVI y reconstruida y ampliada entre 1768 y 1776. Actualmente conserva una histórica escultura de la Piedad del siglo XVI.
Las calles de la localidad conserva casas solariegas, destacando una de la calle San Antón del siglo XVI.

### SigloXIX
Así se describe a Autilla del Pino en la página 113 del tomo III del Diccionario geográfico-estadístico-histórico de España y sus posesiones de Ultramar, obra impulsada por Pascual Madoz a mediados del siglo XIX:

AUTILLA DEL PINO

Villa con ayuntamiento en la provincia, administración de rentas, partido judicial y diócesis de Palencia (1 1/2 legua), audiencia territorial y capitanía general de Valladolid.
Situada en la misma cordillera en que se levanta el castillo de la torre de Mormoyon 1 1/2 legua E, dando vista a la inmensa llanura de Campos, y a una porción de pueblos situados en ella. Goza de temperatura suave y benigna aun en el invierno, porque la elevada montaña que la domina al NE la pone al abrigo de los vientos septentrionales, único frío en el país.
El ambiente que se respira es sano, puro y embalsamado con la deliciosa fragancia que exhalan la salvia, el tomillo y otras yerbas olorosas que se crían en su páramo y en las cúspides de las pequeñas montañas que se esparraman por todo el territorio, formando infinidad de vallecitos fértiles y deliciosos. Todo esto hace su clima de lo más saludable y exento de enfermedades.
Tiene 170 casas fabricadas por lo común de piedra, y de un piso alto; 1 placeta en la que se hallan la casa de ayuntamiento y la iglesia; 1 escuela de primeras letras común para los niños de ambos sexos, dotada de fondos de propios con 800 reales, y por los padres de los alumnos con 10 cargas de centeno, todo anual; un pósito consistente en 200 ó 300 fanegas de trigo, y una parroquia (la Asunción de Nuestra Señora).
En las inmediaciones de la villa hay 1 ermita dedicada a Nuestra Señora de las Angustias, junto a la cual está el cementerio bien ventilado y bastante capaz; 1 vallecito con una pequeña alameda y 2 fuentes para el abasto del vecindario; un charco formado al pie de una de ellas sirve de lavadero y abrevadero para los ganados; en la estación del invierno forman ambas con su sobrante un arroyuelo que pudiera dar impulso a 1 molino de 2 ruedas, aprovechando el pequeño salto por donde se precipitan las aguas.
Confina el término N con el de Grijota; E Palencia; S Paradilla, despoblado de Rayaces, monte de Dueñas y Paredes del Monte; O Revilla, y NO Villamartín. En él brotan hasta 20 manantiales de agua pura y cristalina; pero tan escasos que solo 3 ó 4 de ellos suministran agua durante el verano.
El terreno es montuoso y entrecortado, como ya dijimos, de valles fértiles y capaces de todo cultivo; en sus laderas se ven hermosos viñedos, y en las cumbres incultas multitud de plantas aromáticas y medicinales. Las tierras en labor se calculan en 2.800 obradas de campo y 75 aranzadas de viña.
Pasan por la villa el camino que va por Villamuriel y Tariego a Aragón, y el que por Villamartín conduce a Villalón y Galicia; el correo lo trae un mozo de la administración de Palencia 2 veces a la semana.
Producciones: la principal es la de trigo, centeno y morcajo; también se cosecha cebada y avena para el consumo, y vender alguna cosa; el vino no alcanza a las necesidades de los vecinos la mayor parte de los años, y se importa de Dueñas; cría ganado lanar y caza de liebres, conejos, perdices y codornices.
Industria: unas 80 mujeres se emplean en el hilado de lana para la fabricación de mantas y bayetas de la capital de la provincia, y 30 ó 40 operarios trabajan piedra para molinos y demás obras de arquitectura, aprovechando las abundantes canteras que se hallan por todo el término. Comercio: 1 tienda de abacería.
Población: 109 vecinos, 567 almas.

Capital productivo: 505.500 reales. Imponible: 22.280. El presupuesto municipal ordinario asciende a 3.000 reales anuales, y se cubre con los productos de propios y arbitrios que consisten en lo que pagan los ganaderos por todas las yerbas del campo, y la renta de unas 160 obradas de tierra de mediana calidad.

## Geografía humana

### Demografía
Cuenta con una población de 219 habitantes (INE 2024).
| Gráfica de evolución demográfica de Autilla del Pino entre 1842 y 2021 |
| |
| Población de derecho según los censos de población del INE Población de hecho según los censos de población del INEEntre el censo de 1857 y el anterior, crece el término del municipio porque incorpora a 345068 (Paradilla) |

| 1900 | 1910 | 1920 | 1930 | 1940 | 1950 | 1960 | 1970 | 1981 | 1991 | 2001 | 2011 | 2020 |
| 796  | 839  | 757  | 835  | 808  | 797  | 660  | 515  | 274  | 407  | 245  | 250  | 215  |

## Monumentos y lugares de interés

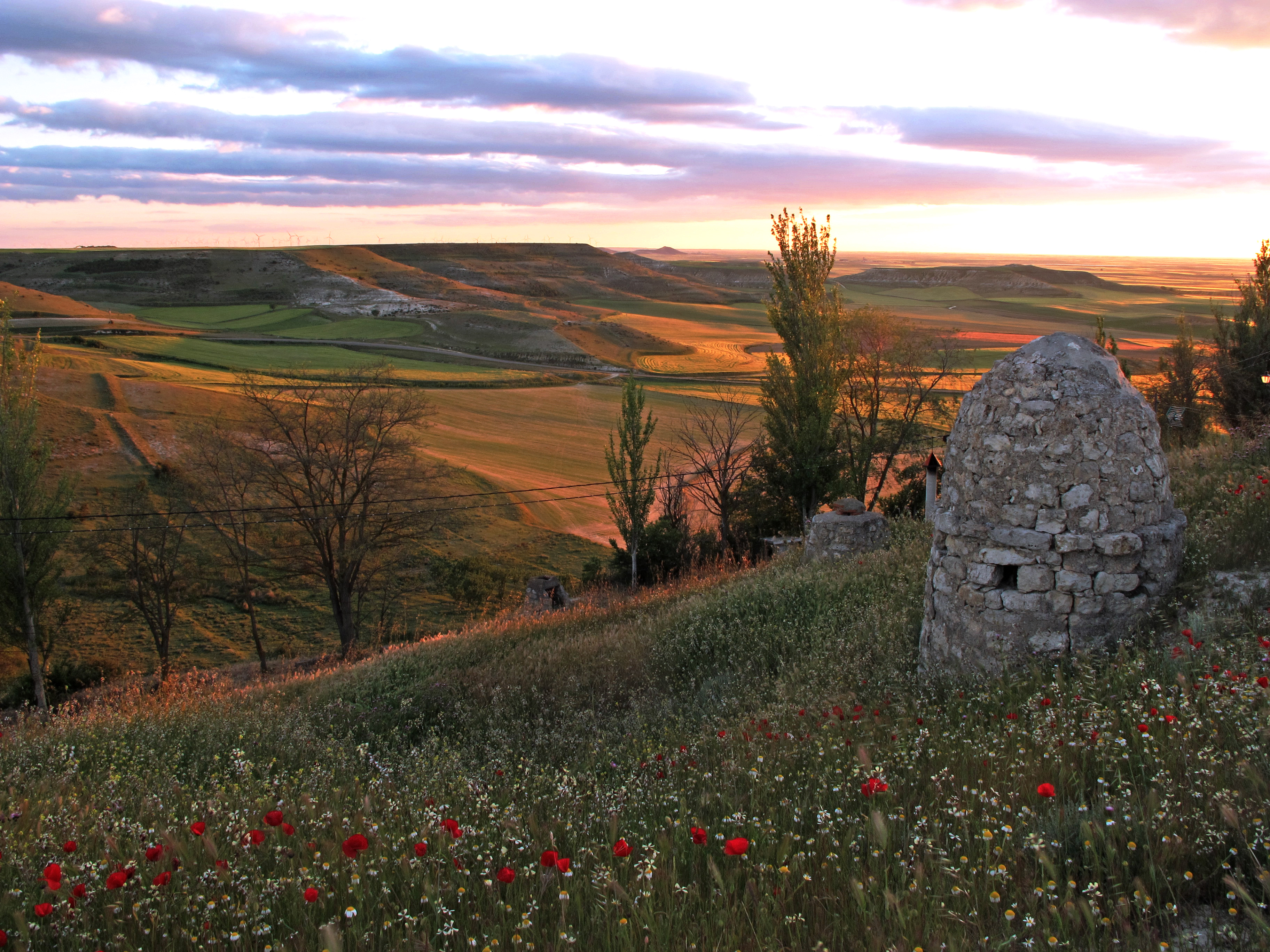
Vista desde el mirador de Tierra de Campos.

Autilla del Pino cuenta con el Museo Agrícola y Etnográfico de Autilla del Pino, en el que se pueden observar distintos artilugios cotidianos y de profesión de nuestros ancestros.
El mirador de Tierra de Campos es la principal atracción turística del municipio, donde se puede ver el llamado mar de Castilla, ya que su posición permite ver Tierra de Campos en todo su esplendor, incluyendo los municipios cercanos y hasta las siluetas de la Montaña Palentina, situada a más de 100 kilómetros
La iglesia parroquial de Nuestra Señora de la Asunción, que data del siglo XVI, es otro atractivo turístico del municipio.
En las eras del pueblo, a las afueras del mismo, se encuentran unas chabolas denominadas "picotas", que son utilizadas para el resguardo en épocas de labor.

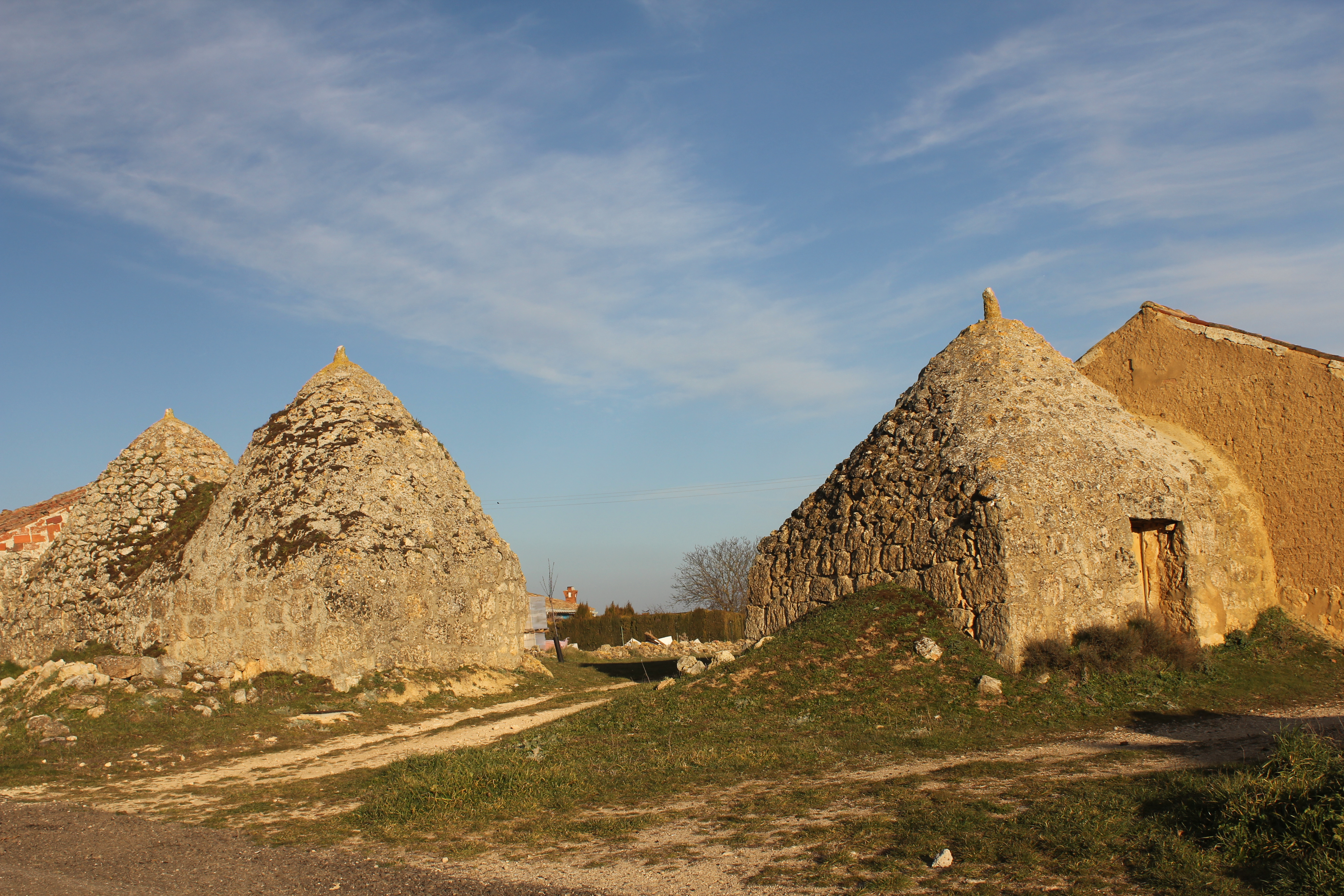
Picotas en las eras